# حارة جسار (التواهي)
حارة جسار هي إحدى حارات حي الروضة الواقع بمديرية التواهي التابعة لمحافظة عدن، بلغ تعداد سكانها 3322 نسمة حسب تعداد اليمن لعام 2004.